# Cimpoi

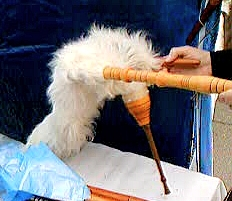
Cimpoi românesc

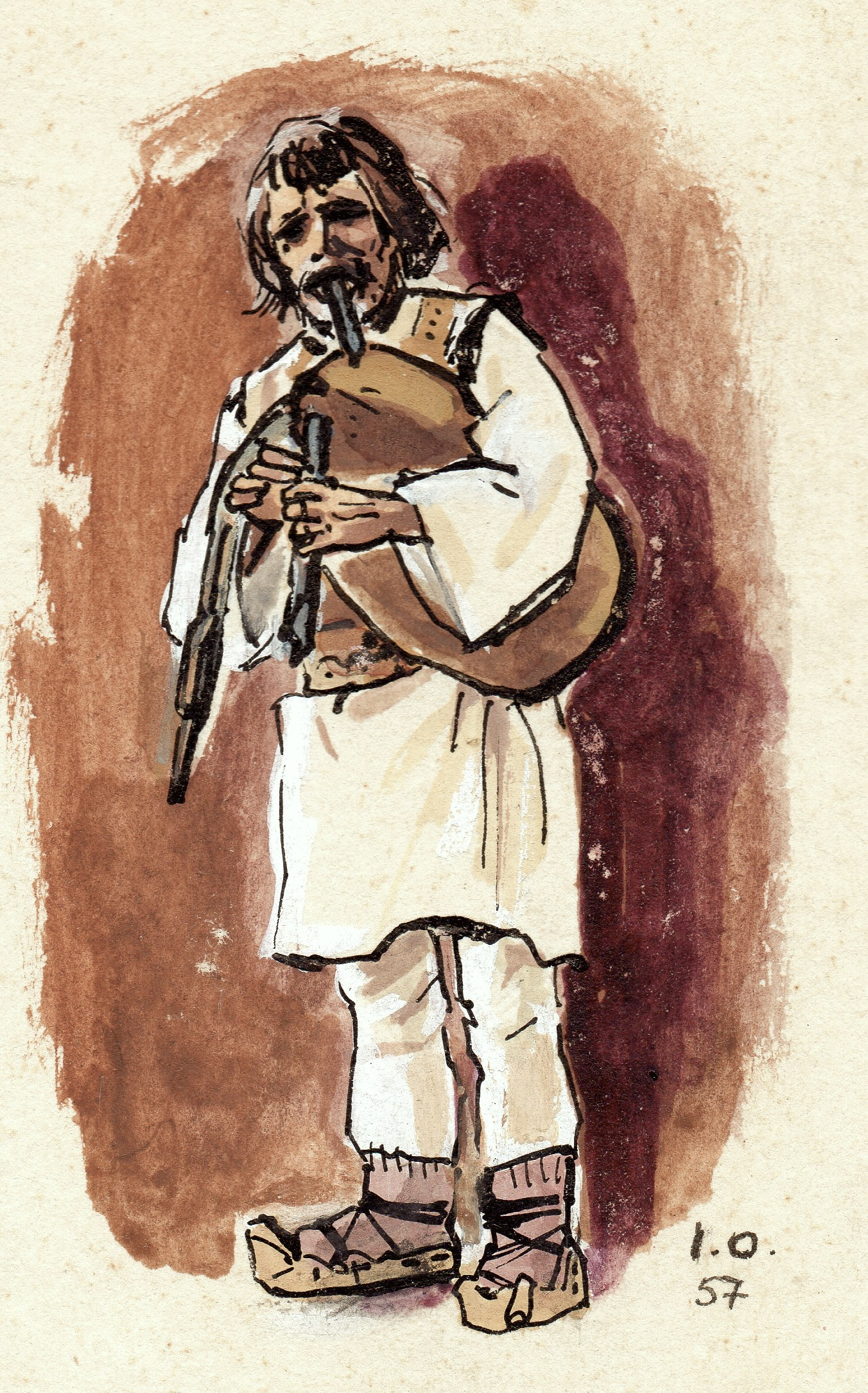
Cimpoierul bucovinean Gheorghe Musuleac din Fundu Moldovei (jud. Suceava), acuarelă de Ioana Olteș.

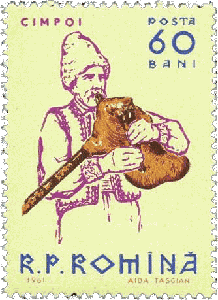
Cimpoi pe un timbru românesc

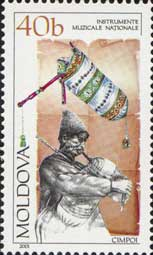
Cimpoi pe un timbru din Republica Moldova

Cimpoiul este un instrument muzical de suflat. Este specific multor popoare europene, din  Europa și Orientul Apropiat.

## Istoric
Poetul roman Ovidiu, exilat la Tomis, descrie într-o epistolă un instrument muzical getic numit „tsampona, un fel de tibia utricularis, bășică din piele de oaie, fără păr, cu două țevi de lemn, pe care acești barbari o folosesc zi și noapte, împiedicând un om de bună creștere să doarmă la orele care trebuie”. Poetul roman socotea drept „oribil” sunetul produs de
„această monstruozitate”: opinia sa negativă dovedește că la Roma, poetul nu avusese prilejul de a se familiariza cu acest instrument popular, străin de educația sa muzicală!"

## Cimpoiul românesc
Cimpoiul românesc actual este făcut de obicei din piele de capră. Este compus din (cu corespondențele în imaginea alăturată): 
- Suflaciu (segmentul din planul îndepărtat)
  - cartuș
  - inel
- Carabă (segmentul din partea inferioară)
  - bucea
  - lulea răsuflătoare
  - caraba propriu-zisă (simplă sau dublă)
- Bâzoi (segmentul mai gros din prim-plan)
  - șoc
  - mijlocariu
  - bâzoi
- Burduf (îmblănit)

Numărul găurilor carabei variază între 5 și 8, iar sunetul scos este mai puțin stringent decât al rudelor sale balcanice. Astăzi nu prea mai are căutare, doar câțiva bătrâni îl mai folosesc. Cimpoiul este un instrument străvechi, cunoscut cu mult înainte de inventarea orgii. Aerul necesar producerii sunetului este suflat de către executant printr-o țeavă într-un burduf prins sub braț. Prin presiunea constantă a brațului, aerul adunat în burduf este condus spre fluierele cimpoiului: caraba, un fluier labial pe care se cântă melodia și bâzoiul, care emite isonul pe fundamentală sau cvintă.